# پاک پونگ-جو
پاک پونگ-جو (انگلیسی: Pak Pong-ju؛ زادهٔ ۱۰ آوریل ۱۹۳۹) یک سیاست‌مدار اهل کره شمالی است وی دو بار از ۳ سپتامبر ۲۰۰۳ تا ۱۱ آوریل ۲۰۰۷ و سپس از ۱ آوریل ۲۰۱۳ تا ۱۱ آوریل ۲۰۱۹ نخست‌وزیر  این کشور بود.